# Williamite
Williamite là tên gọi chung của những người đi theo vua William III của Anh chống lại vị vua bị truất phế James II của Anh trong cuộc Cách mạng Vinh Quang. William, vốn các Tổng đốc các tỉnh lớn của nước Cộng hòa Hà Lan, thay thế James với sự hỗ trợ của đảng Whig của Anh.